# Skydance Animation
Skydance formó una asociación de varios años en marzo de 2017 con Ilion Animation Studios, con sede en Madrid, y en julio, anunció sus dos primeros largometrajes de animación: Luck, que se inaugurará el 5 de agosto de 2022 y Split. El 10 de octubre de 2017, Bill Damaschke fue contratado para dirigir la división como presidente de animación y entretenimiento familiar. En abril de 2020, fue anunciada la adquisición de Ilion Animation Studios por parte de Skydance, acuerdo tras el cual Ilion pasó a llamarse Skydance Animation Madrid.
Skydance Animation ha firmado con los directores Alessandro Carloni (Kung Fu Panda 3) para dirigir a Luck, Vicky Jenson (Shrek) para dirigir Split y Nathan Greno (Tangled) para dirigir Powerless.
Skydance Animation contrató al exdirector de animación de Pixar y Walt Disney Animation Studios, John Lasseter como Jefe de Animación a partir de finales de enero de 2019, remplazando a Damaschke. Esta decisión fue recibida con la desaprobación de los contribuyentes a algunos proyectos de Skydance, debido a acusaciones anteriores de acoso sexual contra Lasseter durante su tiempo con Pixar. Emma Thompson fue la voz de un personaje en Luck pero abandonó el proyecto luego de enterarse de que Lasseter fue contratado.
Holly Edwards, quien anteriormente se desempeñó como Jefe de Producción de Skydance Animation, fue promovida al puesto de presidente en Skydance Animation. En octubre de 2023 sus derechos fueron comprados por Netflix.

## Filmografía
| Fecha de estreno    | Título                  | Productora                                  | Distribuidora |
| ------------------- | ----------------------- | ------------------------------------------- | ------------- |
| 5 de agosto de 2022 | Luck                    | Ilion Animation Studios Paramount Animation | Apple TV+     |
| TBA                 | Split                   | Ilion Animation Studios Paramount Animation | Apple TV+     |
| TBA                 | Powerless               | Ilion Animation Studios Paramount Animation | Apple TV+     |
| TBA                 | The Fourteenth Goldfish | Ilion Animation Studios Paramount Animation | Apple TV+     |
| TBA                 | The Search for WondLa   |                                             |               |